# Totoras
Totoras é um município de 2ª categoria da Província de Santa Fé, na Argentina.
A cidade de Totoras encontra-se na República Argentina, província de Santa Fé, no Departamento Iriondo, a 138 km de Santa Fé, 40 km de Cañada de Gómez, e a 66 km ao noroeste da cidade de Rosário, pela Rota 34.
Totoras foi fundada em 1875 por Julián de Bustinza (seu nome original era Santa Teresa e foi alterado para Totoras por existir outra localidade na província de Santa Fé com o mesmo nome).
Totoras foi declarada cidade em 22 de agosto de 1985, sendo eleito o Sr. Nelson Ucle Marcolini, como primeiro Intendente Municipal da cidade.